# سر الكنز (مسلسل)
سر الكنز مسلسل سوري كوميدي من إخراج طلال محمود أنتج عام 2001.

## قصة المسلسل
عبارة عن (حزورة اجتماعية)، تكشف عن حالات عميقة مدروسة ليست سطحية كما يبدو للوهلة الأولى، ساهمت جميعها في إلقاء بعض الأنوار على النفوس الإنسانية المختلفة مهنياً واجتماعياً وفكرياً، لكنها تتفق في النهاية في الركض وراء المال وهماً وحقيقة.

## طاقم العمل
تأليف: بشار بطرس
إخراج: طلال محمود

### الممثلون
- زهير رمضان
- عبد الرحمن أبو القاسم
- رباب كنعان
- قصي خولي
- رندة مرعشلي
- تيسير إدريس
- علي كريم
- عبد الحكيم قطيفان
- سوسن أرشيد
- جرجس جبارة
- مانيا نبواني
- قاسم ملحو
- ليث المفتي
- لورا أبو أسعد
- حسين عباس
- سوزان سكاف
- فيلدا سمور
- سحر فوزي
- حسان يونس
- حسام عيد
- محسن غازي
- رجاء يوسف